# Nigel North
Pour les articles homonymes, voir North.
Nigel North est un luthiste, musicologue et professeur de luth britannique, né à Londres en 1954.

## Formation
Nigel North est attiré vers la musique à l'âge de 7 ans par le groupe de rock britannique The Shadows, au début des années 1960,.
En 1964, il obtient une bourse d'études à la Guildhall School of Music and Drama de Londres au Royaume-Uni, dont il suit les cours de violon et de guitare classique à partir de 1964. En 1969, à l'âge de 15 ans, il commence à jouer du luth en suivant les cours de Robert Spencer, mais il affirme sur son site et sur certains de ses enregistrements qu'il a appris le luth en autodidacte,.
De 1971 à 1974, Nigel North étudie au Royal College of Music de Kensington (Londres), où il apprend la guitare classique avec John Williams et Carlos Bonnel, la viole de gambe avec Francis Baines et le luth avec Diana Poulton, et où il obtient son diplôme de luth en 1974, avec distinction.
En 1974-1975, il retourne à la Guildhall School of Music and Drama pour y suivre un cours de musique ancienne.

## Carrière

### Enseignement
Une partie importante de la carrière de Nigel North est consacrée à l'enseignement du luth et des instruments à cordes, dans divers établissements en Europe et aux États-Unis :
- 1975-1996 : professeur de luth à la Guildhall School of Music and Drama (poste occupé à partir de l'âge de 21 ans alors qu'il est encore étudiant[5] et pendant 21 ans) ;
- 1993-1999 : professeur à la Hochschule der Künste à Berlin en Allemagne ("Historical Plucked Instruments") ;
- depuis 1999 : professeur de luth à l'Early Music Institute de l'Université de l'Indiana à Bloomington aux États-Unis[1] ;
- 2005-2007 : professeur de luth au Conservatoire royal de La Haye aux Pays-Bas.

### Carrière d'interprète

#### La jeunesse
De 1974 à 1990, Nigel North joue avec de nombreux ensembles de musique ancienne et de musique baroque, parmi lesquels on peut citer le Early Music Consort, le Deller Consort, The English Concert, The Academy of Ancient Music, les Taverner Choir and Players, l'Orchestra of the Age of Enlightenment (Orchestre de l'âge des Lumières),…

#### La maturité
En 1988, Nigel North fonde l'ensemble Romanesca, avec Andrew Manze au violon et John Toll au clavecin et à l'orgue, afin d'explorer le répertoire de musique de chambre du XVIIe siècle. En dix ans (1988-1998), l'ensemble enregistre sept disques pour le label Harmonia Mundi (États-Unis), reçoit plusieurs récompenses internationales et donne des concerts dans des festivals importants ainsi que dans de nombreux pays d'Europe et du monde comme l'Autriche, l'Allemagne, la France, l'Espagne, la Hongrie, l'Italie, le Royaume-Uni, la Slovénie, Israël, les États-Unis ou encore le Canada. Mais l'activité de l'ensemble Romanesca s'arrête en 1998 lorsqu'Andrew Manze prend la direction de l'Academy of Ancient Music en 1998.
Par ailleurs, Nigel North continue de contribuer, en concert et au disque, avec nombre d'ensembles comme l'ensemble Fretwork, London Baroque, Les Voix Humaines, le Hilliard Ensemble, etc.

## Discographie sélective

### Enregistrements solo (luth)
Nigel North a publié de nombreux enregistrements solo consacrés au répertoire du luth (et accessoirement du théorbe et de la guitare baroque) sur plusieurs labels comme Decca L'oiseau-lyre, Arcana, Linn Records, ATMA Classics et Naxos,:
- 1978 : Pièces de Théorbe, de Luth et de Guitarre de Robert de Visée
- 1980 : Complete Lute Music de John Dowland
- 1981 : Pièces de Luth de Gaultier, Mercure, Mouton, Gallot et de Visée
- 1985 : Bach Lute Music (BWV 1006a, BWV 995, BWV 999 & BWV 1000)
- 1991 : Baroque Lute, Bach, Weiss et Vivaldi
- 1994 : Bach on the Lute volumes 1 & 2 : Sonatas and Partitas for solo violin BWV 1001-1006
- 1994 : Intavolatura di Liuto et di Chitarrone d'Alessandro Piccinni
- 1996 : Bach on the Lute volumes 3 & 4 : Suites for solo cello BWV 1007-1012
- 1996 : Lute Lessons de John Dowland
- 1999 : A Varietie of Lute Lessons de John Dowland
- 2003 : Go from my Window, John Dowland, William Byrd, Anthony Holborne, Daniel Bacheler, etc.
- 2006 : Le Secret des Muses de Nicolas Vallet
- 2006 : Fancyes, Dreams & Spirits de John Dowland
- 2006 : Dowland’s Tears de John Dowland
- 2007 : Pavans, Galliards and Almains de John Dowland
- 2010 : The Prince's Almain de Robert Johnson

### Avec l'ensemble Romanesca
Les sept enregistrements réalisés avec l'ensemble Romanesca ont tous été publiés sur le label Harmonia Mundi USA, :
- 1992 : Verse Anthems de Pelham Humfrey
- 1993 : Manchester Sonatas de Vivaldi
- 1994 : Violin Sonatas de Heinrich Biber
- 1996 : Violin Sonatas de Johann Heinrich Schmelzer
- 1997 : Curiose & Moderne Inventioni de Biagio Marini
- 1998 : Phantasticus, œuvres de Castello, Cima, Fontana, Frescobaldi, Kapsberger, Piccinini, Pandolfi
- 1999 : Sonatas, Arias and Dances de Marco Uccellini

### Autres enregistrements
- 1991 : Udite Amanti: 17th Century Italian Love Songs, avec Jill Feldman (soprano)